# Rede Massa
Rede Massa é uma rede de televisão brasileira sediada em Curitiba, capital do estado do Paraná. Pertence ao apresentador e empresário Carlos Roberto Massa (popularmente conhecido como Ratinho) e é afiliada ao Sistema Brasileiro de Televisão (SBT). Foi inaugurada no dia 17 de março de 2008, como parte de uma estratégia de unir as emissoras pertencentes ao Grupo Paulo Pimentel, que entraram em venda no mês de abril. Suas geradoras são as TVs Iguaçu (Curitiba), Tibagi (Apucarana e Maringá), Guará (Francisco Beltrão e Ponta Grossa), Cidade (Londrina) e Naipi (Foz do Iguaçu).

## História

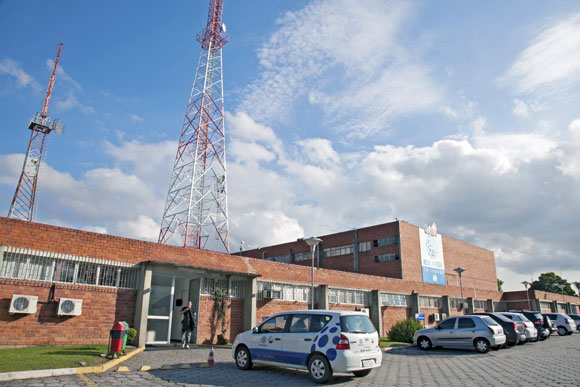
Sede da emissora, no bairro Mercês, em Curitiba.

Foi fundada oficialmente no dia 17 de março de 2008, como resultado da compra das emissoras de TV do Grupo Paulo Pimentel afiliadas ao SBT para todo o estado do Paraná, pelo apresentador e empresário Carlos Roberto Massa (Ratinho). A Rede Massa conta com cinco emissoras afiliadas no estado: TV Iguaçu (Curitiba), TV Tibagi (Apucarana e Maringá), TV Cidade (Londrina) e TV Naipi (Foz do Iguaçu) e em Agosto de 2012 iniciou as operações da 5ª emissora do grupo, a TV Guará, em Ponta Grossa. Também fazem parte do grupo as rádios Massa FM de Curitiba, Maringá, Londrina, Paranaguá e Ponta Grossa então governador do Paraná, Paulo Pimentel, fundador e ex-proprietário dos jornais O Estado do Paraná e Tribuna do Paraná. Na época, funcionavam, apenas, duas emissoras de televisão: a TV Paranaense (fundada por Nagib Chede) e a TV Paraná (atualmente CNT Curitiba), que na época era propriedade dos Diários Associados, de Assis Chateaubriand.
Do início de suas operações até 1972, a programação da TV Iguaçu consistia numa mescla de programas próprios, como o noticioso Show de Jornal (um marco na época), com as atrações da TV Record (que, na verdade, vinham de São Paulo em forma de videotapes, pois não existiam transmissões correntes em sistema de micro-ondas).
Entre 1972 e 1976, a TV Iguaçu foi afiliada a Rede Globo. Mas devido às pressões exercidas por autoridades ligadas ao governo militar do então presidente da República na época, general Ernesto Geisel (que eram contrários à ascensão política de Paulo Pimentel), foi exigida a rescisão do contrato entre a Rede Globo e a emissora do ex-governador. Desde então, a TV Paranaense (que desde o início da década de 1970, era controlada por um grupo de empresários liderados por Francisco Cunha Pereira Filho, o qual foi acionista da emissora até seu falecimento), passava retransmitir o sinal da emissora carioca, e a TV Iguaçu se transformava em afiliada da Rede Tupi (que estava inserida em uma profunda crise financeira, culminando com sua falência em 1980).
Em 1981, a TV Iguaçu se transformava numa das primeiras afiliadas do Sistema Brasileiro de Televisão. Até os dias atuais, ela continua retransmitindo o sinal da emissora do empresário e apresentador de TV, Silvio Santos, juntamente com a TV Cidade (Londrina), TV Tibagi (Apucarana) e TV Naipi (Foz do Iguaçu).
A rede de emissoras pertencente ao Grupo Paulo Pimentel quase foi vendida no final de abril de 2007 para a holding Monte Cristalina, pertencente a João Alves de Queiroz Filho, o Júnior da Assolan. O negócio foi desfeito por causa da briga entre Paulo Cruz Pimentel e seu genro, Luiz Mussi.[carece de fontes?]
Em 17 de março de 2008 as quatro emissoras do grupo foram vendidas para o apresentador Ratinho, que a transformou em Rede Massa.
Em fevereiro de 2021 a emissora foi anunciada como nova transmissora do Campeonato Paranaense de Futebol.
No dia 17 de abril de 2023, a Rede Massa demitiu funcionários devido a problemas financeiros. Ao todo, 15 funcionários foram dispensados, sendo 7 deles empregados fixos e 8 prestadores de serviços, incluindo repórteres, cinegrafistas e editores de texto e imagem.

## Programas

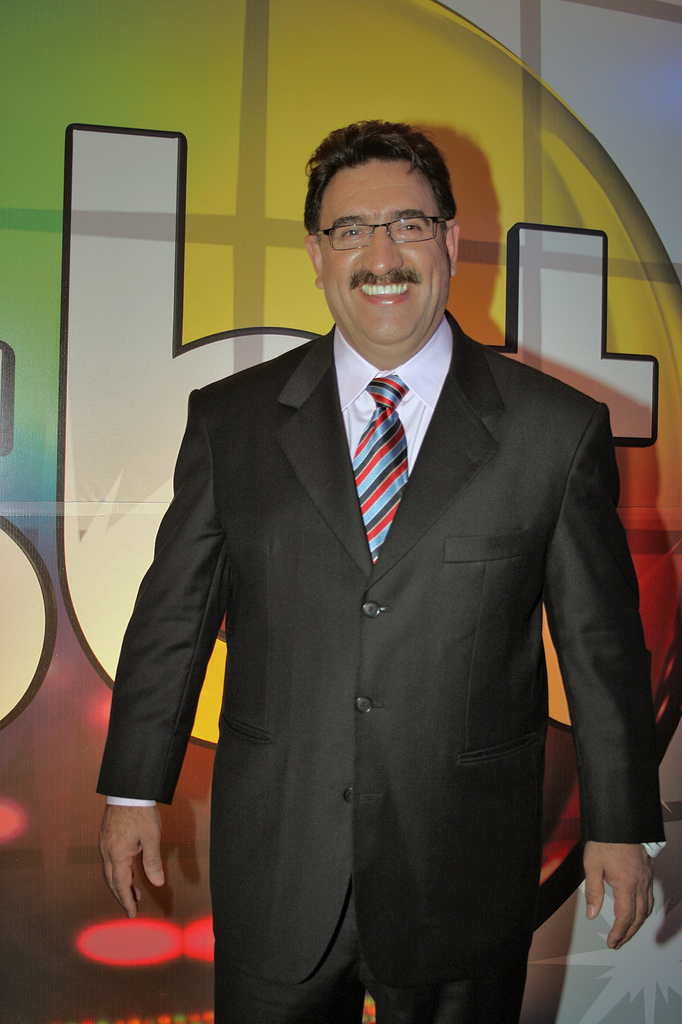
Ratinho, empresário e proprietário da Rede Massa.

Além de retransmitir a programação nacional do SBT, as emissoras da Rede Massa produzem os seguintes programas:
- Primeiro Impacto Paraná
- Destaque (Somente para Londrina, Foz do Iguaçu, Maringá e Ponta Grossa)
- Momento Show de Bola
- Tribuna da Massa
- Tribuna da Massa Especial
- Tá na Hora Paraná
- Salada Mista
- SBT Notícias Paraná
- SBT Paraná
- Maringá Urgente (Somente para Maringá)
- Maringá Urgente Especial (Somente para Maringá)
- Massa Comunidade (Somente para Foz do Iguaçu)
- Cidade Entrevista
- Bar da Madruga

Produções independentes:
- Show da Fé
- Paraná na Graça
- Hiper Sorte
- Vale Sorte
- Mundo da Pesca
- Lembranças com Água na Boca
- Vamos às Compras
- Mais Casa
- Shop TV
- Mix TV

Além disso, a emissora gerava localmente o seriado Chaves aos sábados, no horário em que The Thundermans e Sam & Cat era exibido em rede no SBT.

### Antigos
- Notícias da Massa
- Negócios da Terra (Atualmente no ar aos sábados)
- Jornal da Massa
- Carros e Motores (Atualmente no ar aos sábados)
- Programa do Darta (Atualmente na RICtv)
- Empresas e Negócios
- ShopCar
- Naipi Comunidade
- Tribuna da Massa Manhã

## Área de cobertura
A Rede Massa é a única emissora de televisão do Paraná a cobrir todos os 399 municípios do estado. Sua área de cobertura é dividida entre suas cinco emissoras locais, que além das cidades paranaenses, abrange também partes do centro-oeste de São Paulo e norte de Santa Catarina, além do leste do Paraguai e extremo-nordeste da Argentina.[carece de fontes?]

## Emissoras

Divisão da área de cobertura da Rede Massa por emissora

- TV Iguaçu - Tem sua área de cobertura em 30 municípios, com aproximadamente 3,4 milhões de habitantes, atingindo Curitiba e região metropolitana. Essa região representa 2,4619% do IPC nacional;
- TV Naipi - A tem sua área de cobertura em 77 municípios paranaenses, além de alcançar uma considerável faixa dos territórios argentino e paraguaio, numa região que se destaca pela atividade turística, comércio, agricultura e agroindústria, servindo como 'porta de entrada' do Mercosul;
- TV Tibagi - É a emissora que possui maior área de cobertura, atingindo 175 municípios, dos quais se destacam Maringá, Apucarana, Campo Mourão, Cianorte, Guaíra, Paranavaí, e Umuarama. A região tem cerca de 2,4 milhões de habitantes e uma economia diversificada, alcançando 1,3108 % do IPC;
- TV Cidade - Atinge diferentes públicos com sua programação local e com a transmissão da programação nacional do SBT. Criada em 17 de abril de 1989, foi a quarta emissora de televisão do Grupo. Atualmente cobre 54 municípios, como Londrina e Cambé, atingindo cerca de 1,4 milhão de habitantes;
- TV Guará - A TV Guará cobre a região dos Campos Gerais. Entre os municípios de sua área de cobertura estão Ponta Grossa, Guarapuava, Pato Branco e Francisco Beltrão, sendo Ponta Grossa sede da mesma.